# 比利亚拉尔德洛斯科穆内罗斯
比利亚拉尔德洛斯科穆内罗斯，是西班牙卡斯蒂利亚-莱昂巴利亚多利德省的一个市镇。总面积43平方公里，总人口478人（2001年），人口密度11人/平方公里。